# Still D.R.E.
"Still D.R.E." é o título de uma canção composta por Shawn Carter e gravada em 1999 pelos artistas americanos Dr. Dre e Snoop Dogg. Foi lançada em 13 de Outubro de 1999 como o primeiro single de seu segundo álbum, 2001.

## O vídeo da música
o vídeo da musica foi dirigido por Hype Williams, faz referencias ao single "Nuthin 'But a' G 'Thang" do álbum The Chronic de Dr. Dre, e conta com a participação dos rapper's Eminem e Xzibit

## Lista de faixas
- UK CD single #1[2]

1. "Still D.R.E." (LP Version) - 4:34
2. "The Next Episode" (featuring Snoop Dogg) - 2:42
3. "Still D.R.E." (Instrumental) - 4:34
4. "Still D.R.E." (Explicit Music Video)

- UK CD single #2[3]

1. "Still D.R.E." (Radio Edit) - 3:54
2. "The Message" (featuring Mary J. Blige & Rell) - 4:13
3. "Still D.R.E." (Instrumental) - 4:34
4. "Still D.R.E." (Clean Music Video)

- 12" vinyl[4]

1. "Still D.R.E." (LP Version) - 4:34
2. "Still D.R.E." (Radio Edit) - 3:54
3. "Still D.R.E." (Instrumental) - 4:34
4. "Still D.R.E." (Acapella) - 4:34

## Paradas musicais
| Paradas (2000)                               | Maior posição |
| -------------------------------------------- | ------------- |
| França (SNEP)                                | 29            |
| Irlanda (IRMA)                               | 14            |
| Estados Unidos (Billboard Hot 100)           | 93            |
| Estados Unidos (Billboard R&B/Hip-Hop Songs) | 32            |
| Estados Unidos (Billboard Hot Rap Songs)     | 11            |
| Estados Unidos (Billboard Rhythmic)          | 29            |
| Reino Unido (UK Singles Chart)               | 6             |